# Lom Janičův vrch
Lom Janičův vrch, známý též jako zatopený Lom u Mariánského mlýna, je přírodní památka a zatopený vápencový lom nacházející se přibližně ve středu katastrálního území Mikulov na Moravě v těsném sousedství Mariánského mlýna. Chráněné území s rozlohou 4,06 ha bylo vyhlásila Správa Chráněné krajinné oblasti Pálava 1. května 2014. Přírodní památka je v péči AOPK ČR – regionálního pracoviště Jižní Morava.

## Předmět ochrany
Důvodem k jeho vyhlášení je výskyt vodních a mokřadních společenstev zatopeného vápencového lomu, skalních společenstev na lomových stěnách, fragmentů panonských stepních trávníků a paleontologického naleziště. Zkameněliny zachované ve svrchnojurském vápenci (starém lehce přes 150 milionů let) pochází z tehdejšího mělkého a teplého moře.  Zatopený lom je vyhledávaným přírodním koupalištěm.
Lom vzniklý na místě někdejšího Janičova vrchu má protáhlý oválný tvar a na jeho dně se nachází přírodní jezero, které zde vzniklo v roce 2005 po ukončení těžby. V té době dosahovala průhlednost vody až šest metrů, ale živelné vysazování ryb způsobilo snížení průhlednosti na 1,5 metru. Ochranářská opatření, která spočívají zejména v potlačování druhů ryb živících se zooplanktonem, vedla ke zlepšení kvality vody a průhlednost vodního sloupce byla v roce 2013 čtyři metry. Zároveň se podařilo zcela potlačit výskyt nepůvodního sumečka amerického (Ameiurus nebulosus). Vzhledem k vysoké návštěvnosti v letních měsících se však kvalita vody opět zhoršuje.

## Flóra a fauna
Mezi zvláště chráněné druhy rostlin a živočichů, které se na lokalitě vyskytují, patří ožanka horská (Teucrium scorodonia), devaterka poléhavá (Fumana procumbens), kavyl sličný (Stipa pulcherrima), kosatec nízký (Iris pumila), hvězdnice zlatovlásek (Aster linosyris), koulenka prodloužená (Globularia bisnagarica), len tenkolistý (Linum tenuifolium), zvonek sibiřský (Campanula sibirica), svída dřín (Cornus mas), chrpa chlumní (Centaurea triumfettii), kudlanka nábožná (Mantis religiosa), skokan skřehotavý (Pelophylax ridibundus), zlatohlávek chlupatý, rosnička zelená (Hyla arborea), majka obecná (Meloe proscarabaeus), otakárek fenyklový (Papilio machaon) a další.